# Жіноча Служба Україні
Жіноча Служба Україні (Ж. С. У., ЖСлУ) — українська жіноча організація, осередки якої діяли під час Другої світової війни в Галичині та на Волині. Заснована в 1941 році у Львові після відступу радянських військ. Товариство опікувалося питаннями суспільної допомоги, організації освітніх заходів та працевлаштування. Очолювали «Ж. С. У.» Костянтина Малицька та Марія Біляк. У березні 1942 року включена до складу УЦК, восени 1942 року повністю ліквідована німецькою владою.

## Історія

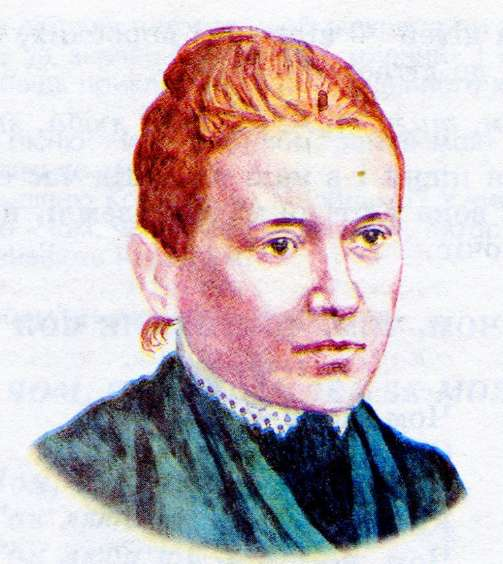
Костянтина Малицька

Організація заснована 7 липня 1941 року у Львові на нараді українського жіноцтва. Ініціювала заснування товариства та нетривалий час його очолювала Костянтина Малицька. Згодом, у вересні 1941 року, через хворобу останньої головою стала Марія Біляк. Центральний осередок товариства був у Львові. Осередки організації також з'явилися у Станиславові, Перемишлі та інших містах і селах. Попередником «Ж. С. У.» був «Союз українок», від якого нове товариство перейняло триступеневу форму, яка складалася із головної управи, відділів та гуртків. Товариство опікувалося питаннями суспільної допомоги (допомагало політичним в'язням, полоненим, поворотцям, дітям голодуючих районів), організації освітніх заходів та працевлаштування.
Дійсним членом товариства могла стати будь-яка українка віком від 21 року, яку прийняла управа, проте як допоміжні члени могли бути учасницями заходів й молодші за віком жінки. Зазвичай відділи товариства мали три секції: гуманітарну, господарську та культурно-освітню, проте окремі осередки мали іншу кількість залежно від поставлених перед собою завдань. Гуманітарна секція «Ж. С. У.» серед іншого опікувалася створенням дошкільних навчальних закладів (дитячих садків, ясел). Товариство виховувало дітей у національно свідомому дусі.
Влітку 1941 року відділи «Ж. С. У.» з'явилися й на Волині, з центральним осередком у Рівному. Серед інших волинських міст з осередками товариства — Кременець, Гоща, Межиріч, Корець, Дубно, Сарни, Тучин, Костопіль, Ковель та інші. На початку січня 1942 року діяло 39 гуртків «Ж. С. У.». Друкованим органом волинського відділу організації був двотижневик «Українка» (Костопіль).
У середині жовтня 1941 року організація увійшла до складу Українського Крайового Комітету й стала у ньому окремим відділом, зберігши свою назву. 1942 рік «Ж. С. У.» проголосило ювілейним роком Лесі Українки в Україні й з цієї нагоди провело низку заходів (сходинок та академій) на честь письменниці. Зокрема, 24 березня 1942 року академію провів львівський відділ товариства. В березні 1942 року на вимогу німецької влади «Жіноча Служба Україні» ліквідована як самостійна організація та приєднана до Українського центрального комітету, у культурному відділі якого була створена «Головна Жіноча Секція УЦК». Повністю організація припинила діяльність восени 1942 року внаслідок німецьких каральних акцій.